# Emil Fischer
Pour les articles homonymes, voir Fischer et Emil Fischer (homonymie).
Emil Fischer (9 octobre 1852 - 15 juillet 1919) est un chimiste allemand, lauréat du prix Nobel de chimie de 1902 « en reconnaissance des services extraordinaires qu'il a rendus par ses travaux sur la synthèse des hydrates de carbone et des purines ».

## Enfance et études
Hermann Emil Fischer, né à Euskirchen, près de Cologne, est le fils d'un homme d'affaires juif. À la fin de sa scolarité, il veut étudier les sciences naturelles, mais son père l'oblige à travailler dans l'entreprise familiale, avant de se rendre compte que son fils n'est pas fait pour ce genre de travail.
Fischer entre donc à l'université de Bonn en 1871. Il y suit les cours de Kekulé, mais, dès l'année suivante, il quitte Bonn pour rejoindre l'université de Strasbourg où il devient l'élève puis l'assistant d'Adolf von Baeyer et où il soutient son doctorat en 1874, avec des travaux sur les phtaléines. Il est alors nommé dans le même établissement.

## Carrière académique
En 1875, Adolf von Baeyer est appelé à succéder à Liebig à l'université de Munich et Fischer l'y suit pour occuper un poste d'assistant en chimie organique.
En 1878, il obtient l'habilitation de privatdocent pour exercer à Munich, où il est engagé par l'Association des professeurs de chimie analytique en 1879. La même année, il refuse la chaire de chimie qui lui est proposée à Aix-la-Chapelle.
En 1881, Fischer est nommé professeur à l'université d'Erlangen et, en 1883, la Badische Anilin und Soda Fabrik (BASF) lui propose de diriger son laboratoire de recherche. Cependant, ayant acquis son indépendance financière grâce à son père, il décline ce poste pour poursuivre une carrière académique.
Nommé professeur de chimie à Wurtzbourg en 1885, il le reste jusqu'en 1892. Cette année-là, on lui propose de succéder à August Wilhelm von Hofmann à la chaire de chimie et à la tête de l'Institut chimique de l'université de Berlin où il exerce jusqu'à la fin. En 1919, il se donne la mort, après avoir perdu deux de ses fils à la guerre.

## Contributions scientifiques majeures
Sa découverte de la phénylhydrazine, tôt dans sa carrière, a eu une influence importante sur la suite de ses travaux. Durant son séjour à Munich, Fischer continue à travailler sur les hydrazines. Avec l'aide de son cousin Otto Fischer, qui l'a suivi à Munich, il travaille sur une nouvelle théorie concernant la constitution des colorants dérivés du triphénylméthane, et la démontre par l'expérience.
À Erlangen, il étudie les principes actifs du thé, du café et du cacao (la caféine et la théobromine), et il établit la composition d'une série de composés assimilés, dont il synthétise certains.
Les travaux de Fischer qui sont passés à la postérité concernent l'étude des purines et des sucres. Ces travaux, conduits entre 1882 et 1906, lui permettent de montrer que des substances variées et peu connues à cette époque, telles que l'adénine, la xanthine, la caféine dans les végétaux, l'acide urique et la guanine dans les excréments animaux, appartiennent toutes à une seule et même famille et peuvent être dérivées les unes des autres. Il montre que tous ces composés correspondent à différents dérivés hydroxylés et aminés d'un même composé de base formé d'une structure bicyclique azotée dans laquelle le groupement caractéristique urée est présent. Il commence par considérer ce composé parent comme hypothétique, puis il le baptise purine en 1884 et parvient à le synthétiser en 1898. Entre 1882 et 1896, de nombreux dérivés artificiels, plus ou moins proches de composés naturels, sortent de son laboratoire.
En 1884, Fischer inaugure des travaux qui vont révolutionner les connaissances sur les sucres et permettre de les réorganiser en un tout cohérent. Le groupe fonctionnel aldéhyde du glucose avait déjà été identifié avant 1880, mais Fischer le démontre par une série de réactions telles que l'oxydation en acide aldonique. L'action de la phénylhydrazine, qu'il a découverte quelques années auparavant, rend possible la formation des phénylhydrazones et des osazones (en). En les transformant tous en un même osazone, il montre la relation entre le glucose, le fructose et le mannose qu'il a découvert en 1888. En 1890, il établit la nature stéréochimique isomérique des sucres, par épimérisation entre les acides gluconique et mannonique. Entre 1891 et 1894, il établit la configuration stéréochimique de tous les sucres connus et prédit exactement les isomères possibles en appliquant de manière ingénieuse la théorie du carbone asymétrique publiée en 1874 par Jacobus van 't Hoff et Joseph Le Bel. La grande valeur de la systématique qu'il a établie est prouvée par les transformations réciproques de différents hexoses par isomérisation, et ensuite entre des pentoses, des hexoses et des heptoses par des réactions de dégradation ou de synthèse. Son plus grand succès est la synthèse du glucose, du fructose et du mannose à partir du glycérol en 1890.
Il a poursuivi son travail monumental par d'autres travaux dont les plus remarquables concernent les glucosides.
Entre 1899 et 1908, Fischer apporte une  contribution importante à la connaissance des protéines. En cherchant une méthode analytique efficace de séparation et d'identification des acides aminés, il en découvre un nouveau type, les acides aminés cycliques (proline et oxyproline). Il étudie également la synthèse des protéines et obtient les différents acides aminés dans leur forme optiquement active. Il parvient à établir le type de liaison chimique qui les connecte entre eux pour former des chaines, la liaison peptidique, découverte à partir de laquelle il peut synthétiser les dipeptides et, plus tard, les tripeptides et les polypeptides. En 1901, en collaboration avec Ernest Fourneau, il synthétise le dipeptide glycylglycine et, cette même année, il publie ses travaux sur l'hydrolyse de la caséine. Des acides aminés naturels sont synthétisés dans son laboratoire, et d’autres sont découverts. Sa synthèse des oligopeptides culmine avec un octodecapeptide, qui a beaucoup de caractéristiques des protéines naturelles. Ces découvertes et les travaux qui en sont issus ont conduit à une meilleure compréhension des protéines et ont bâti les fondations de leurs études futures.
En plus de tous ces travaux, Fischer étudie les enzymes et les substances chimiques qui constituent les lichens qu'il observe durant ses vacances fréquentes dans la Forêt-Noire. Il étudie également les composés utilisés pour le tannage et, sur la fin de sa vie, les graisses. En 1894, il propose un modèle de type « clef et serrure » pour décrire les interactions enzyme-substrat. Bien que des travaux postérieurs montrent que les réactions enzymatiques ne peuvent pas toutes être décrites de cette manière, cette contribution donne la première définition claire de la complémentarité moléculaire, concept important de la biochimie, plus tard repris par la chimie supramoléculaire.

## Postérité
Il a donné son nom à plusieurs réactions et concepts chimiques :
- Synthèse d'indole par la méthode de Fischer
- Projection de Fischer
- Synthèse d'oxoazole par la méthode de Fischer (en)
- Synthèse de peptides par la méthode de Fischer
- Réaction d'oxoazone et de phénylhydrazine par la méthode de Fischer (en)
- Réduction de Fischer
- Estérification de Fischer
- Modèle « clef et serrure » de Fischer.
- Synthèse de Kiliani-Fischer

## Distinctions et récompenses
- 1890 : médaille Davy

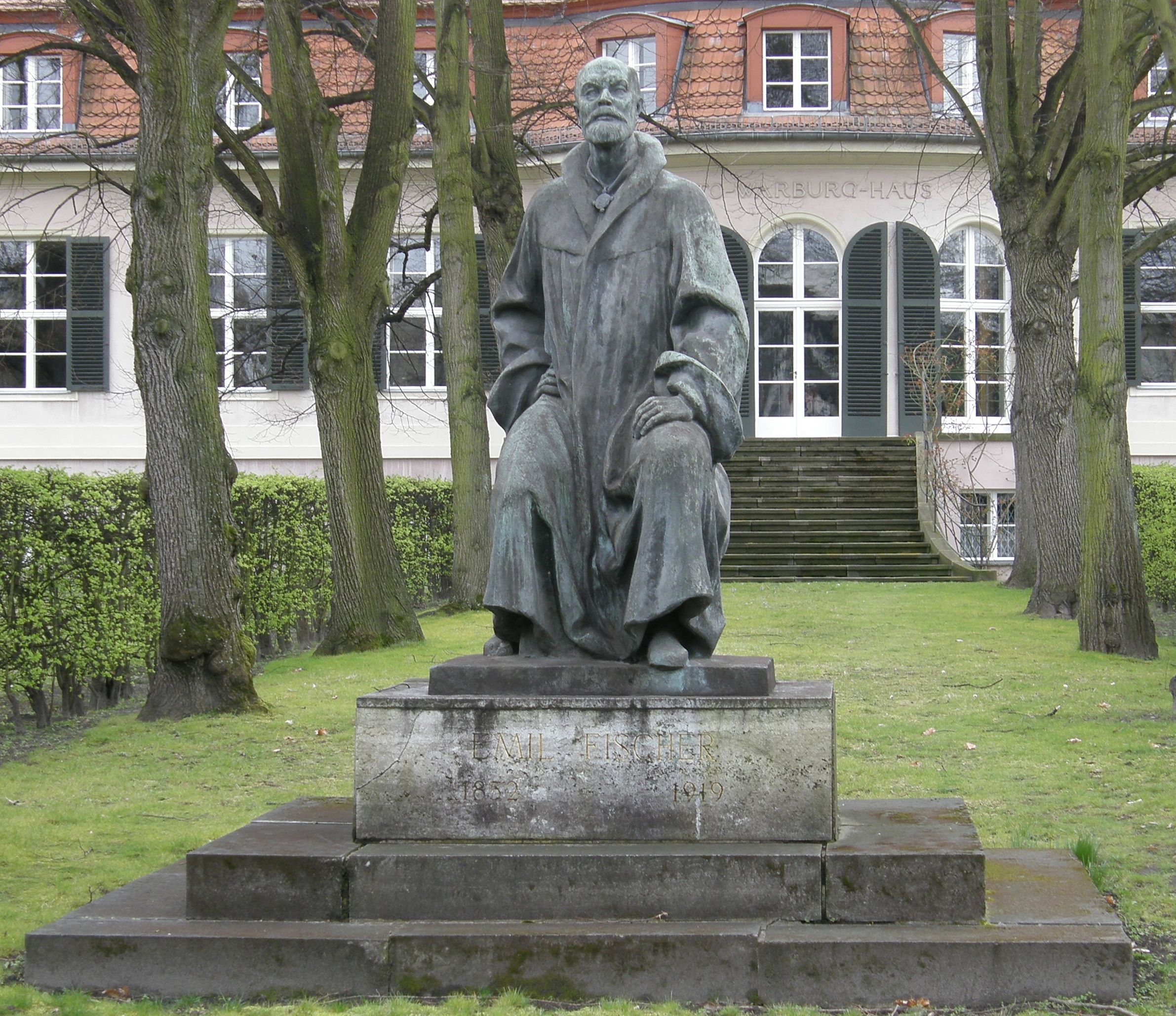
Statue de Fischer à Berlin-Dahlem, d'après l'œuvre de Fritz Klimsch.

- 1899 : membre étranger de la Royal Society
- 1902 : prix Nobel de chimie
- 1907 : Faraday Lectureship de la Royal Society of Chemistry

Les médailles de la Société chimique allemande portent son nom.

## Citations
Fisher contracta un cancer à la suite d'une surexposition aux vapeurs de la phénylhydrazine qu'il avait découverte. Il dira plus tard à ce sujet : « Cette petite base adorable était mon premier et plus durable amour chimique. Nous nous étions entendus à merveille pendant quinze ans […] mais un jour le malheur m'advint avec un empoisonnement chronique et extrêmement acharné ».